# Музей валлонской жизни
Музей валлонский жизни (фр. Musée de la Vie Wallonne) — этнографический музей во Льеже (Бельгия). Музей посвящён истории и культуре Валлонии — франкоязычной части Бельгии.
Музей был основан в 1913 году. Он размещается в помещениях бывшего монастыря францисканцев. Вблизи на улице Mère-Dieu находится Музей искусства и техники освещения.

## История
Музей был образован как организация в 1913 году. Его заявленной целью было коллекционирование объектов, репродукций, книг и документов, имеющих интерес с точки зрения этнографии, фольклора, нравов, искусств и ремёсел и «словаря» (языка) Валлонии.
Небольшая постоянная экспозиция открылась только в 1930 году, при этом она стала регулярна открыта для посетителей только в 1934 году. Три музейных зала размещались в здании Феронстре (Féronstrée).
В 1972 году музей был размещён в бывшем монастыре францисканцев.

## Коллекция и экспозиции
Музей обладает разнообразной коллекцией, охватывающей такие темы, как ремёсла, мебель, бытовой инвентарь, религиозные объекты, марионетки традиционного валлонского театра кукол и т. д.
Экспозиция сгруппирована по пяти темам:
- Валлония
- Технологическая революция/эволюция
- Общество
- Повседневная жизнь
- Духовная жизнь